# Shed Skin
Shed Skin est un compilateur de Python vers C++. C'est un projet expérimental qui peut traduire des programmes Python en programmes C++ optimisés. Il peut générer des programmes ou des modules d'extension qui peuvent être importés et utilisés dans de grands programmes Python.
Shed Skin est un projet open source avec des contributions de beaucoup de gens, cependant, le principal auteur est Marc Dufour.

## Caractéristiques
En plus de restrictions sur le typage, les programmes ne peuvent pas utiliser librement la bibliothèque standard de Python, bien que près de 20 modules communs, tels que random, itertools et re (expressions régulières), soient pris en charge depuis 2011.

## Modules supportés
Pour la version 0.9, ces 25 modules sont en grande partie pris en charge. La plupart d'entre eux, comme os.path, ont été compilés en C++ à l'aide de Shed Skin.
- array
- binascii[2]
- bisect
- collections (defaultdict, deque)
- ConfigParser (mais pas SafeConfigParser)
- copy
- colorsys
- csv (mais pas Dialect et Sniffer)
- datetime
- fnmatch
- getopt
- glob
- heapq
- itertools (mais pas starmap)
- math
- mmap
- os
- os.path
- random
- re
- socket
- string
- struct (mais pas Struct, pack_into et unpack_from)
- sys
- time

Notez que n'importe quel autre module, comme Pygame, pyqt ou pickle, peut être utilisé avec un module d'extension généré par Shed Skin. Pour des exemples, voir les exemples de Shed Skin.